# Jim Ratcliffe
Sir Jim Ratcliffe (Failsworth, 18 ottobre 1952) è un imprenditore britannico proprietario dell'azienda chimica Ineos e azionista di minoranza del Manchester United, considerato l'uomo più ricco del Regno Unito con un patrimonio nel 2023 stimato da Forbes in 22,9 miliardi di dollari..

## Biografia
Nato a Failsworth, nel Lancashire, figlio di un padre che era un falegname prima di gestire una fabbrica di mobili, e di una madre impiegata in un ufficio contabilità. All'età di 10 anni, si trasferì con la famiglia nell'East Yorkshire e frequentò la Beverley Grammar School, vivendo a Hull fino all'età di 18 anni. Ratcliffe si è laureato all'Università di Birmingham in ingegneria chimica nel 1974.
Il suo primo lavoro è stato con il gigante petrolifero Esso, ma ha deciso di ampliare le sue competenze in finanza studiando contabilità gestionale, prendendo un Master in finanza alla London Business School dal 1978 al 1980 (ha donato 25 milioni di sterline alla scuola nel 2016). Nel 1989, è entrato a far parte del gruppo di private equity statunitense Advent International.

### Ineos
Ratcliffe è stato co-fondatore di Inspec, che ha preso in affitto l'ex sito BP Chemicals ad Anversa, in Belgio. Nel 1998 ha dato vita a Ineos, nell'Hampshire, per acquistare Inspec e la proprietà del sito di Anversa. Di Ineos, di cui possiede i due terzi, è presidente e Amministratore delegato. Sfruttando la leva finanziaria per le sue acquisizioni, Ratcliffe ha iniziato ad acquistare attività in via di dismissione da parte di gruppi come Imperial Chemical Industries (ICI) e BP, selezionando gli obiettivi da acquisire in base al potenziale raddoppio dei loro utili in un periodo di 5 anni. Nel 2005 Ineos ha acquistato Innovene,, il braccio petrolchimico di BP, compresa la raffineria di Grangemouth in Scozia.
In pubblico mantiene un profilo basso, tanto che il Sunday Times lo ha definito come "publicity-shy".
Il Telegraph ha rivelato che sue passioni sono lo sci e la vela. Ha dichiarato di aver corso per intero la Maratona di Londra nel 2007.
Nel maggio 2009, Ratcliffe è stato nominato Honorary Fellowship dall'Institution of Chemical Engineers (IChemE), una decisione motivata con le doti di leadership espresse nella costruzione del gruppo INEOS.
Nel marzo 2013 ha ricevuto il Petrochemical Heritage Award, conferitogli dalla Chemical Heritage Foundation.
Nel 2018 figurava come l'uomo più ricco del Regno secondo la Sunday Times Rich List, la classifica delle persone più facoltose del paese stilata dal Sunday Times. Nel giugno del 2018 poteva vantare un patrimonio di 11.65 miliardi di sterline pari a circa 15.6 miliardi di dollari.
Fervente sostenitore dell'uscita del Regno Unito dall'Unione europea, da lui definita come un'opportunità di sviluppo e prosperità per il Regno Unito, ha poi deciso di abbandonare il proprio paese e spostare la propria residenza fiscale a Monte Carlo, nel Principato di Monaco, proprio in vista degli effetti della Brexit. Si stima comunque che l'iniziativa gli farà risparmiare 4 miliardi di sterline di tasse. Il 24 dicembre 2023 acquista circa il 25% del Manchester United, entrando come socio di minoranza del club.

## Vita privata
Nel 1985, Ratcliffe sposò Amanda Townson; hanno due figli, George e Samuel. Hanno divorziato nel 1995. Ratcliffe ha una figlia con la sua attuale compagna, Maria Alessia Maresca, un avvocato fiscale italiano.
Ratcliffe vive a Monaco e Hampshire, in Inghilterra. Nel maggio 2017, ha presentato il suo quinto piano, meno ambizioso dei primi quattro, per costruire una "casa di lusso" a Thorns Beach, vicino a Beaulieu, sulla costa dell'Hampshire, che avrebbe sostituito un bungalow esistente con due camere da letto. Nel settembre 2020, Ratcliffe ha ufficialmente cambiato la sua residenza fiscale dall'Hampshire a Monaco. È sposato con Catherine Polli.
Ama l'avventura fisica e ha fatto spedizioni al polo nord e al polo sud, così come un trekking in moto di tre mesi in Sudafrica, e ha fondato un'organizzazione benefica "Go Run for Fun", incoraggiando migliaia di bambini dai cinque ai dieci anni ad attivarsi creando eventi guidati da celebrità.
Euroscettico, ha dichiarato: "Come azienda, Ineos ha sostenuto il mercato comune, ma non gli Stati Uniti d'Europa". Si oppone agli "strati e livelli" della legislazione europea che, a suo dire, sta rendendo le economie europee sempre più ingombranti e inefficienti. Tuttavia, alcuni critici sostengono che, a livello aziendale, è molto felice di trarre pieno profitto dal mercato unico e avrà il nuovo Grenadier 4X4 prodotto in Francia. Ha espresso pubblicamente il suo disprezzo per i politici, criticandoli per il modo in cui hanno negoziato l'accordo di recesso sulla Brexit e sono spesso felici di "pranzare con i banchieri", ma meno desiderosi di discutere questioni economiche con industriali e imprenditori.
Ratcliffe possiede due super yacht, Hampshire e Hampshire II. Il suo primo yacht fu costruito come Barbara Jean da Feadship. Nel 2012 ha preso in consegna il Feadship Hampshire II di 78 metri, costruito da Royal van Lent.